# Synidotea harfordi
Synidotea harfordi är en kräftdjursart som beskrevs av Benedict 1897. Synidotea harfordi ingår i släktet Synidotea och familjen tånglöss. Inga underarter finns listade i Catalogue of Life.